# Palmiry
Palmiry – wieś sołecka w Polsce, położona w województwie mazowieckim, w powiecie nowodworskim, w gminie Czosnów. Leży w Kotlinie Warszawskiej.

## Opis
Miejscowość położona w północno-wschodniej części Puszczy Kampinoskiej, założona w XIX wieku pod nazwą Palmira, od 1929 Palmiry.
W 1927 otwarto ruch na (obecnie nieistniejącej) linii kolejowej Warszawa – Młociny – Palmiry. Przed II wojną światową w pobliżu wsi znajdowały się magazyny amunicji, wykorzystywane w czasie kampanii wrześniowej, gdy zaopatrywano z nich oddziały polskie w czasie obrony Warszawy. 

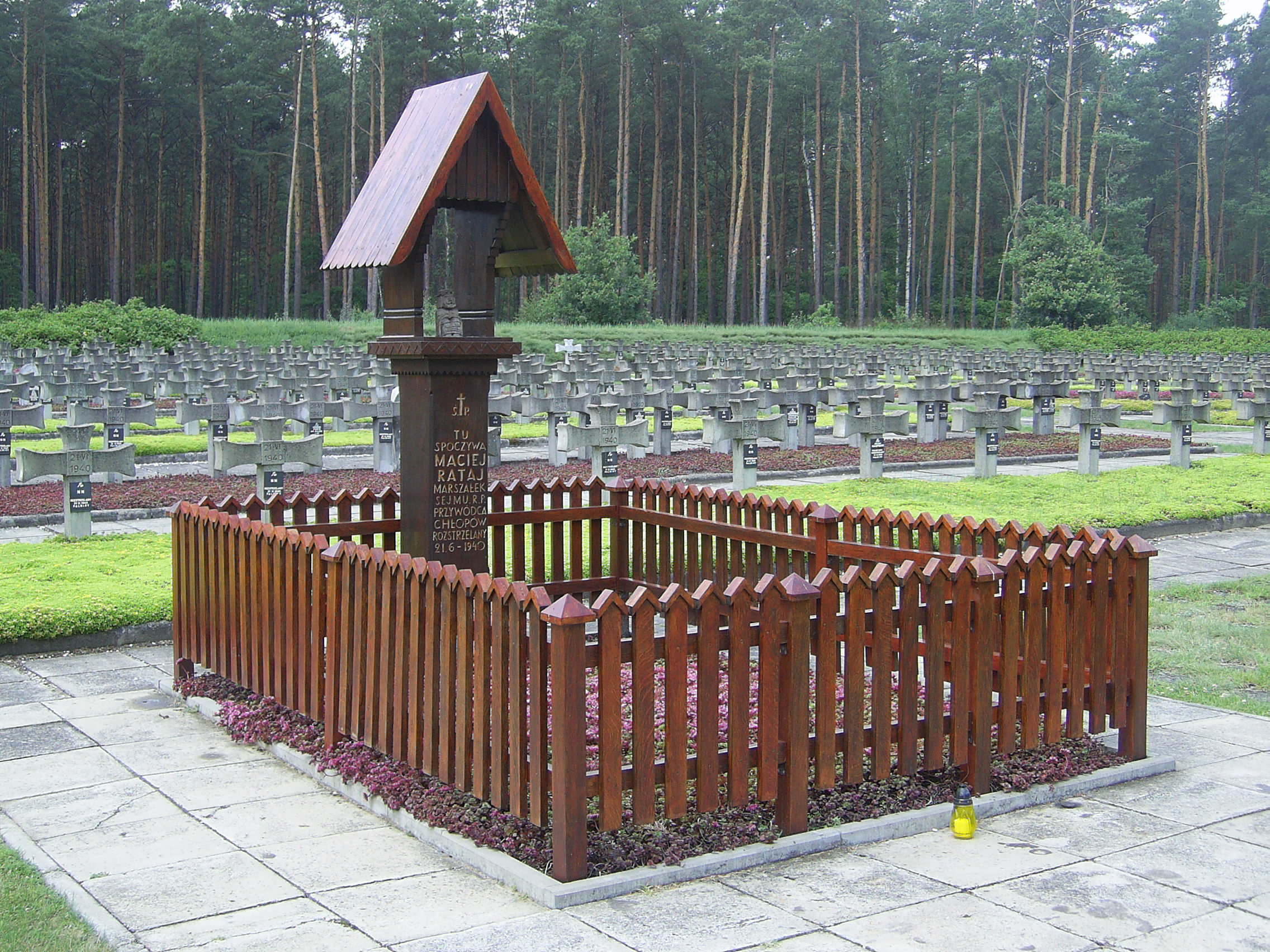
Grób Macieja Rataja na Cmentrzu w Palmirach

W czasie wojny w okresie od grudnia 1939 do lipca 1941 miejsce masowych mordów, w ramach Akcji AB, dokonywanych przez Niemców na ludności cywilnej, głównie na byłych więźniach Pawiaka oraz więzień przy ul. Daniłowiczowskiej i Rakowieckiej. W czasie okupacji miejsce to było nazywane jednym z warszawskich pierścieni śmierci. Zwłoki ofiar ekshumowane zostały w 1946 (spośród blisko 2000 ofiar egzekucji rozpoznano ok. 400 osób). Wśród ofiar są m.in. marszałek sejmu Maciej Rataj i olimpijczyk Janusz Kusociński
W latach 1975–1998 miejscowość administracyjnie należała do województwa warszawskiego.
W odległości 5 km od wsi znajduje się cmentarz w Palmirach oraz Muzeum-Miejsce Pamięci Palmiry (oddział Muzeum Warszawy).

## Dojazd komunikacją miejską
Od 9 kwietnia 2011 dojazd do Cmentarza w Palmirach zapewnia linia Zarządu Transportu Miejskiego nr 800 kursująca w soboty, niedziele i święta w okresie wiosenno-letnim z pętli Metro Młociny.

## Szlaki turystyczne
- Szlak im. Antoniego Trębickiego (Palmiry – Mogilny Mostek) 2,6 km
- Szlak im. Kazimierza W. Wójcickiego (Truskaw – Palmiry) 11,5 km
- Kampinoski Szlak Rowerowy (wokół KPN) 144,5 km
- Palmiry – Truskaw – Mariew